# 特羅門火山

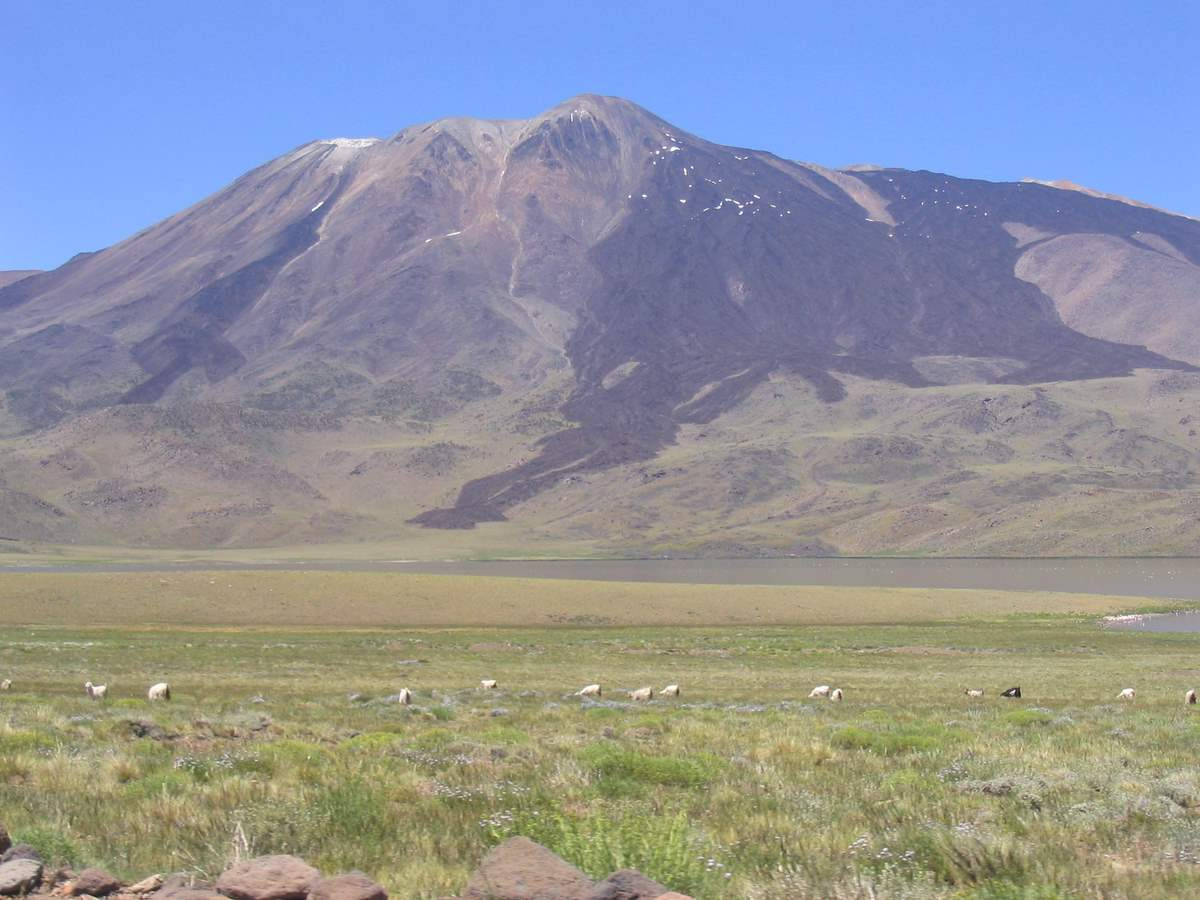

特羅門火山是阿根廷的火山，位於該國西部內烏肯省，屬於安第斯山脈的一部分，海拔高度3,978米，山體在全新世時期形成，西南坡上的潟湖面積約4平方公里。

## 外部連結
- Global Volcanism Program: Tromen （页面存档备份，存于）

37°08′31″S 70°01′48″W / 37.142°S 70.03°W